# Gomphocerus licenti
Gomphocerus licenti är en insektsart som först beskrevs av Chang, K.S.F. 1939.  Gomphocerus licenti ingår i släktet Gomphocerus och familjen gräshoppor.

## Underarter
Arten delas in i följande underarter:
- G. l. flavipes
- G. l. licenti